# 溫序
温序（？—30年），字次房，太原郡祁县（今山西省祁县）人，东汉初期官员。

## 生平
温序在州担任从事。建武二年（26年），骑都尉弓里戍率兵平定北州，到达太原，拜访英雄俊杰，问他们计谋。弓里戍见到温序非凡，上疏推荐。于是朝廷征他为侍御史，转任武陵郡都尉，因病免官。
建武六年（30年），官拜谒者，转任护羌校尉。温序巡查到襄武，为隗嚣部将苟宇所俘。苟宇对温序说：“先生如果若与我同心合力，天下可图。”温序说：“受国家重任，应当效死，义不贪生、苟且背离恩德。”苟宇多次劝说他。温序平素有气力，大怒，叱责苟宇等人：“贼虏怎么敢胁迫汉将！”于是用节杖打死几个人。隗嚣部将争相杀他。苟宇制止他们：“此义士死节，可赐给他剑。”温序接过剑，把胡须衔在口中，看着左右说：“既被贼逼杀，不要让我的胡须被土弄脏。”于是伏剑自杀而死。
温序主簿韩遵、从事王忠护送他的尸体归乡敛葬。汉光武帝听说後可怜他，命王忠送丧到洛阳，赐城傍作为墓地，一千斛谷、五百匹丝绸作为丧葬费用，任命他的三的儿子为郎中。长子温寿，丧期满后为邹平侯相。梦见温序告诉他：“久客思乡里。”温寿弃官，上书请求把父亲骸骨归葬。皇帝允许，于是迁回家乡旧茔。

## 後代
- 溫恢
- 溫嶠

## 延伸阅读
[在维基数据编辑]
 《後漢書/卷81》，出自范晔《後漢書》
 《東觀漢記》